# 2013 JF64
2013 JF64, também escrito como 2013 JF64, é um objeto transnetuniano que está localizado no disco disperso, uma região do Sistema Solar. Este corpo celeste está em uma ressonância orbital de 2:5 com o planeta Netuno. Ele possui uma magnitude absoluta de 9,3 e tem um diâmetro estimado de 61 km.

## Descoberta
2013 JF64 foi descoberto no dia 7 de maio de 2013 pelo Outer Solar System Origins Survey.

## Órbita
A órbita de 2013 JF64 tem uma excentricidade de 0,454 e possui um semieixo maior de 55,857 UA. O seu periélio leva o mesmo a uma distância de 30,494 UA em relação ao Sol e seu afélio a 81,220 UA.